# Mambassa
I Mambassa sono un gruppo indie rock italiano originario di Bra, Cuneo.

## Storia del gruppo
Nel 1995, in quel di Bra, cittadina in provincia di Cuneo, s'incontrano Fabrizio Napoli e Stefano Sardo che daranno il via al progetto musicale dei Mambassa, assieme a Davide Tallone, Massimo Lorenzon, Enzo Fissore e Paolo Aloi.
Nel giugno 1997, dopo aver vinto Indipendenti, grazie alla collaborazione di Max Casacci esce il loro primo album, intitolato Umore Blu Neon (Fri/Rti), che li porterà nel loro primo tour per l'Italia.
Nel '98, il chitarrista Enzo Fissore viene sostituito da Nino Azzarà e un anno dopo il bassista Paolo Aloi lascia il posto a Mago Medina; nello stesso anno esce il secondo lavoro dei Mambassa, 2M, (Mescal/PolyGram) che riscuote il successo della critica e dei fans ma che non riesce a colpire nel segno, rimanendo ignorato dalla discografia italiana.
Nel 2002, dopo che Davide Tallone ha abbandonato il gruppo, esce il terzo album, Mi manca chiunque, (Mescal/Sony) dal sound nostalgico e sottilmente malinconico, caratteristica che distinguerà la musica e lo stile dei Mambassa negli anni a venire.
Nel frattempo, il bassista Mago Medina lascia il posto a Gianfranco Nasso.
Nel 2003 la band accompagna i Subsonica in 12 tappe del loro tour, dove incontra Davey Ray Moor, col quale collabora per la registrazione del nuovo disco che uscirà il 22 ottobre 2004, intitolato Mambassa (Mescal/Sony). Proprio da quest'ultimo lavoro è tratto un brano che la cantante romana Syria ha inserito nel suo nuovo album, intitolato Un'altra me ed uscito nel febbraio 2008, contenente (oltre ad altre nove cover) il riarrangiamento di Canzone d'odio - uno dei due singoli dell'album - e de L'antidoto.
Dopo una lunga pausa - in cui il cantante della band, Stefano Sardo, si è dedicato a scrivere film ("La Doppia Ora", "Tatanka") i Mambassa tornano nel 2010, con una nuova formazione (entra Fulvio Bosco alle tastiere) e un nuovo disco: "LP" , quinto album di inediti della band, esce il 26 ottobre 2010 per EMI Italia.
Nel 2011 i Mambassa hanno pubblicato in download gratuito su internet il loro primo live ufficiale, Live at HMA.
Nel 2012 hanno realizzato la colonna sonora del film Workers - Pronti a tutto, diretto da Lorenzo Vignolo. La colonna sonora del film che contiene molti brani inediti è stata pubblicata da Warner Chappell.
Alla fine del 2015 lanciano il sesto album, Non avere paura ed inseriscono in formazione Gigi Giancursi, ex membro dei Perturbazione. Melancholia, brano di apertura dell'album, viene inserito nella colonna sonora del film Monitor.
Nel 2021 si ritrovano come parte della colonna sonora del film Una relazione, diretto da Stefano Sardo - in cui Guido Caprino interpreta un alter ego del cantante - e nel 2022 de La cena perfetta, scritto da Sardo con Gianluca Bernardini e Giordana Mari per la regia di Davide Minnella) con il brano La costruzione della notte.

## Formazione

### Formazione attuale
- Stefano Sardo - voce, chitarra (1995 - presente)
- Gigi Giancursi - chitarra (2015 - presente)
- Massimo Lorenzon - batteria (1995 - presente)
- Gianfranco Nasso - basso - (2002 - presente)
- Fulvio Bosco - tastiere - (2007 - presente)
- Luca Cognetti - chitarra (2010 - presente)

### Ex componenti
- Davide Tallone - voce (1995 - 2001)
- Fabrizio Napoli - chitarra (1995 - 2015)
- Paolo Aloi - basso (1995 - 1999)
- Enzo Fissore - chitarra (1995 - 1998)
- Nino Azzarà - chitarra (1998 - 2009)
- Mago Medina - basso (1999 - 2002)

## Discografia
- 1997 - Umore blu neon (Free Records Independent)
- 1999 - 2M (Mescal)
- 2002 - Mi manca chiunque (Mescal)
- 2004 - Mambassa (Mescal)
- 2010 - LP (EMI)
- 2011 - Live at Hma
- 2012 - Workers - Pronti a tutto (Warner Chappell)
- 2015 - Non avere paura

## Videoclip
- 1997 - Tracce, (regia di Luca Busso)
- 1998 - Umore blu neon, (regia di Guido Chiesa)
- 1999 - Otto giorni, (regia di Guido Chiesa)
- 2000 - Il nome, (regia di Lorenzo Vignolo)
- 2002 - Il cronista, (regia di Lorenzo Vignolo)
- 2004 - L'antidoto, (regia di Lorenzo Vignolo)
- 2005 - Canzone d'odio, (regia di Kal Karman)
- 2005 - Stop, (regia di Giuseppe Gagliardi)
- 2010 - Casting, (regia di Lucio Pellegrini)
- 2010 - Nostalgia del futuro, (regia di Lorenzo Vignolo)
- 2011 - Non è per voi, (regia di Giuseppe Gagliardi)
- 2015 - Melancholia, (regia di Lorenzo Vignolo)